# 装甲舰
装甲舰（德語：Panzerschiffe，此词也指铁甲舰）是德国海军在一战后提出的一种新式舰种，在当时被各国海军称作“袖珍战列舰”或“口袋战列舰”。

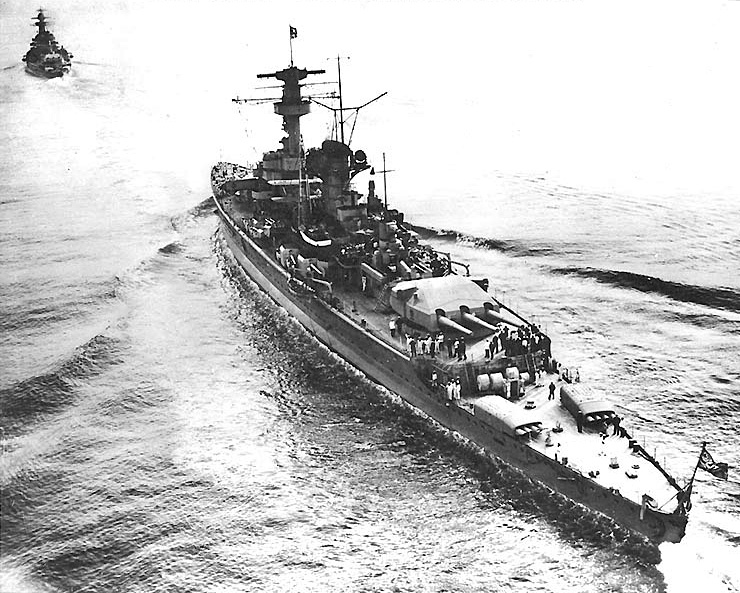
德意志级德意志號

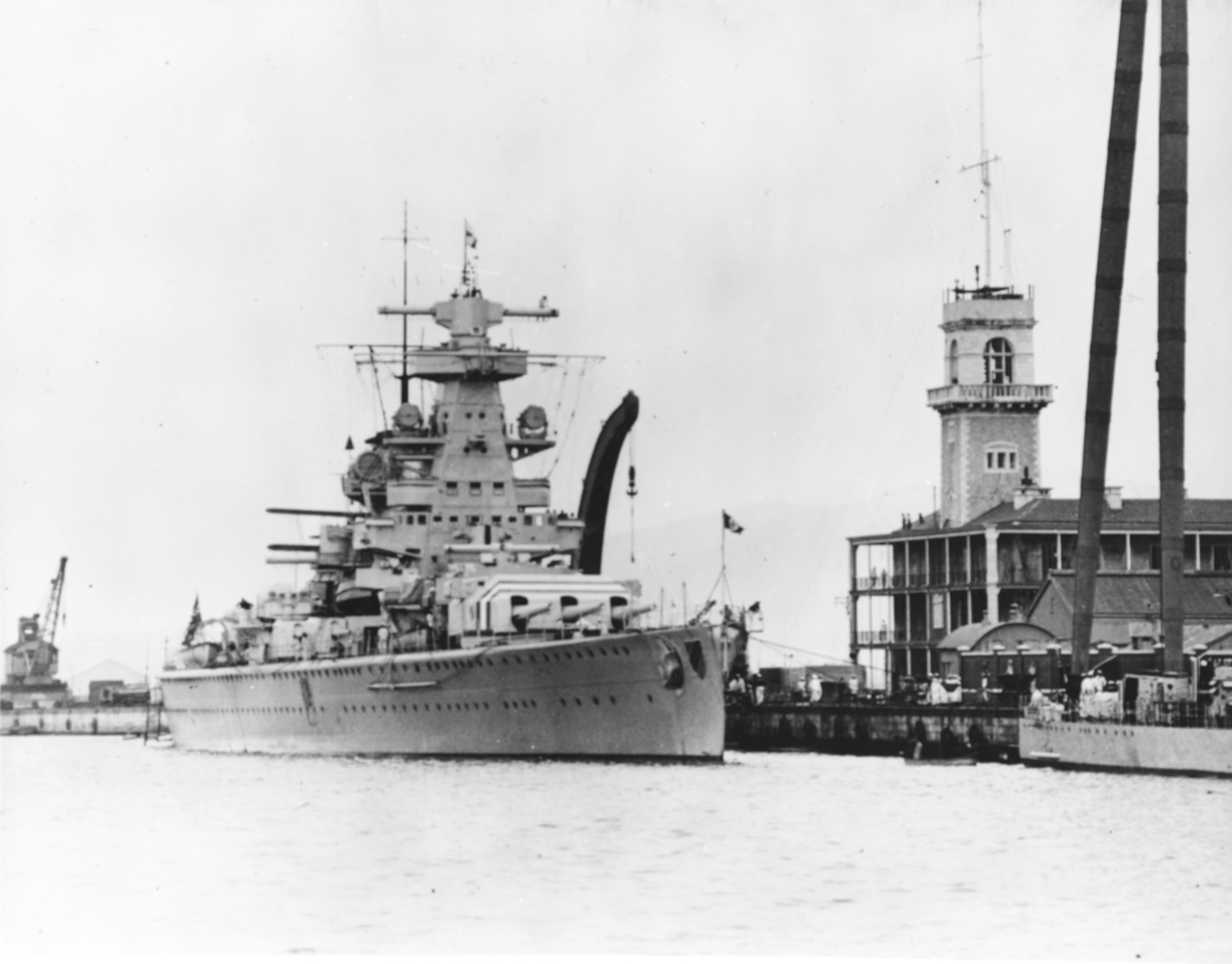
德意志级希爾上將号

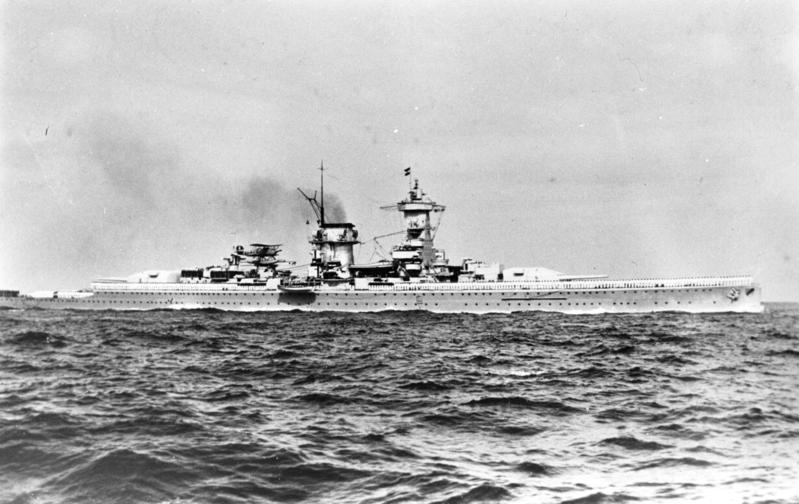
德意志级希爾上將号於1934年大西洋上

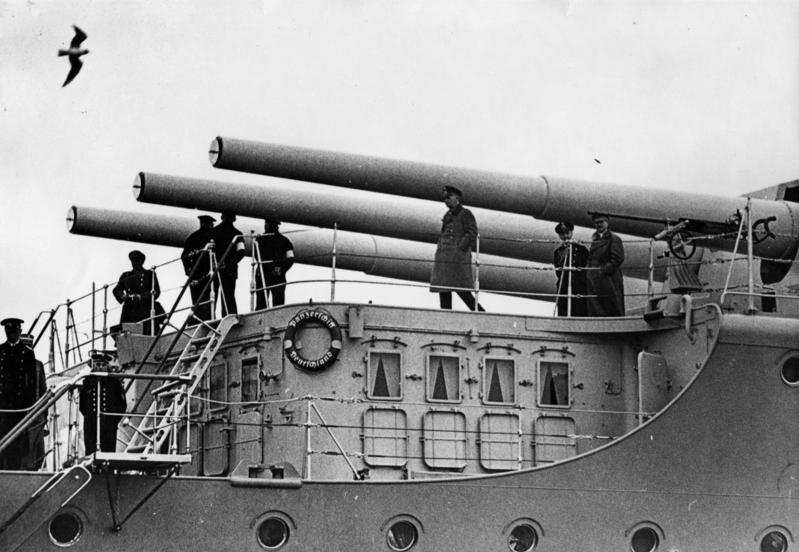
德意志級所用的28cm主砲

## 诞生
一战之后，由于凡尔赛和约对于德国海军的限制，德国处于没有海防的状态。但是后来的华盛顿海军条约却给了德国希望，因为条约规定：用来进行战斗的非航空母舰和战列舰以外的艦艇，排水量不得超过一万吨（10160公吨）或主炮口径不得超过八英寸（20.3公分）。而凡爾賽和约允许德國建造排水量不超过一万吨且可以携带11英寸口径舰炮的军舰取代老舊的軍艦，于是这种思想初步诞生。

## 理念
装甲舰的核心理念是“火力要比巡洋舰猛，速度要比战列舰快”。首艘装甲舰“德意志号”装备了6门11英寸火炮，远比当时重巡洋舰普遍使用的8寸炮的火力要强；而且航速达28节，很容易得就能摆脱战列舰的追击。装甲舰设计时首要任务是近海防御，而到了后来则变成了攻击商船队的利器。而在Z计划中，“P级”已经作为升级版的德意志级，具备更强的远洋能力，或者说是专门设计在大西洋上作为破交战的战舰，以及作为炮战中辅助战舰。
值得一提的是，其核心理念与战列巡洋舰颇为相像，但实际上两者还是有很大的区别的。装甲舰一般仅执行破交舰的任务，并不是用于传统海战的武器，而战列巡洋舰的主要任务则是在海战中打击敌方的巡洋舰。

## 战舰列表以及装备
由于装甲舰是在德国受凡尔赛和约，以及后来的华盛顿海军条约的限制而产生的舰种。所以到了后来，希特勒撕毁凡尔赛和约，拒绝在伦敦海军条约签字后，德国的装甲舰也就停止了建造和研发，取而代之的是战列舰和其他大型战舰的建造计划。建造完成的装甲舰为3艘，均属德意志级，同级的D和E号也因为上述事件而重新设计成了沙恩霍斯特级战列巡洋舰；而在Z计划中制定的“P级”远洋装甲舰，与其说是装甲舰，不如说是小型战列巡洋舰，最终其计划亦被取消。

### 战舰列表
- 德意志级装甲舰
  - 德意志号（Deutschland）后改名为吕佐夫号，因为希特勒担心一旦该舰沉没会影响士气。该舰1931年下水服役，1945年5月为避免被英国俘获而自沉。
  - 希爾上將号（Admiral Scheer）于1934年下水服役，1945年4月年在基尔被皇家空军击沉。
  - 斯佩伯爵海军上将号（Admiral Graf Spee）于1936年下水服役，1939年在拉普拉塔河口海战后被困于蒙得维的亚，随后被凿沉。
- P級裝甲艦
  - P-1至P-12 （全部取消建造）

### 装备
德意志级为了节省吨位，采用了柴油机作为轮机系统，不仅提高了航速，而且增大了续航力和消耗量。在“P级”远洋装甲舰的设计中也提到了使用柴油机。而在火炮上面，德意志级也与“P级”相似，主炮使用6座11英寸火炮。但不同的是，德意志号和舍尔号的副炮使用的是单联装5.9英寸火炮，而在施佩号上装备的却是SK/C 33高平兩用砲。到了“P级”则出现了装备重型高射炮的方案。

## 对于德国海军的影响
德意志级是德国在“海军假日”中自行建造的少数重型战舰，代表了德国海军的复兴。甚至在当时德国人的眼中，“德国三舰”被视为了德国的标志。德意志级的设计和研发对于后来德国战舰的研制产生了深远的影响，這種小型又火力強大的艦種適合防禦型戰術，乃至对二战后苏联海军的炮舰和导弹舰的设计亦产生了相当的影响。

## 對外國海軍的影響
德意志级也引起了某些海軍大國如美國和日本的注意，美國海軍以此艦的設計思想為藍本開發了阿拉斯加級大型巡洋艦，而日本就開始了B65型大型巡洋艦（又名爲超甲型巡洋艦）的建造計劃但後來取消了。